# Melissodes wheeleri
Melissodes wheeleri är en biart som beskrevs av Cockerell 1906. Melissodes wheeleri ingår i släktet Melissodes och familjen långtungebin. Inga underarter finns listade i Catalogue of Life.